# NeoGeo Battle Coliseum
NeoGeo Battle Coliseum (ネオジオバトルコロシアム?, Neojio Batoru Koroshiamu), talvolta abbreviato in NGBC o NBC, è un videogioco picchiaduro sviluppato da SNK Playmore e pubblicato nelle sale giochi nel 2005, a cui seguì una conversione per PlayStation 2. Il gioco è un crossover tra vari titoli realizzati da SNK e ADK; il cui scopo è quello di far lottare i vari personaggi in squadre composte da due membri che si alternano durante le fasi di combattimento. Il titolo è stato reso anche disponibile per il servizio Xbox Live il 9 giugno 2010 mentre quella per PlayStation Network è uscita il 18 febbraio 2015.

## Trama
Siamo a febbraio 2017 del nuovo calendario giapponese. Bramoso di conquistare il NeoGeo Word, un uomo desidera sconfiggere il più forte guerriero NeoGeo e impossessarsi del titolo. Se il potere dovesse cadere nelle mani di quell'uomo, il suo prossimo obiettivo consisterebbe nella conquista del mondo. In qualità di leader del conglomerato WAREZ, l'uomo utilizza le sue incredibili ricchezze per realizzare il vile piano. Tutti coloro che conoscono le sue reali ambizioni tremano di paura. In un momento così cruciale per NeoGeo Word, il conglomerato WAREZ organizza un torneo di combattimento: il Battle Coliseum.
Preoccupato dalla situazione, il governo federale manda due dei suoi migliori agenti segreti Yuki e Ai per indagare. Sinistre nuvole minacciano di oscurare l'orizzonte mentre i guerrieri si riuniscono per partecipare al decisivo torneo. Il futuro è nelle loro mani.